# Barbara D'Amato
Pour les articles homonymes, voir D'Amato.
Barbara D'Amato, née le 10 avril 1938 à Grand Rapids dans le Michigan, est un écrivain et dramaturge américain, auteur de roman policier.

## Biographie
Elle naît à Grand Rapids dans le Michigan et est la fille des propriétaires de la chaîne de magasins Steketee's (en). Elle étudie à l'université Cornell et y rencontre son mari qu'elle suit à l'université Northwestern où elle achève ses études. Elle exerce ensuite divers métiers pour vivre, travaillant notamment dans le milieu médical et pénal.
Elle devient romancière à partir de 1973. Elle publie d'abord avec son mari des pièces de théâtre et des comédies musicales, puis se lance dans l'écriture de romans policiers et de thrillers à partir de 1980. Elle obtient un succès critique et commercial avec la série consacrée aux aventures de la journaliste Cat Marsala. Sa seconde série, mettant en scène un duo de policiers à Chicago, est également bien accueillie.
Elle obtient le prix Anthony et le prix Agatha de la meilleure œuvre de non fiction avec The Doctor, the Murder, the Mystery, le récit de l'enquête policière ayant condamné à tort le docteur John Branion pour le meurtre de sa femme. Elle obtient un second prix Agatha et un nouveau prix Anthony, ainsi qu'un prix Macavity, pour sa nouvelle Of Course You Know That Chocolate Is a Vegetable en 2000.
En France, plusieurs de ses romans ont été traduits et publiés par l'éditeur M. Lafon.

## Œuvre

### Romans

#### SérieGerritt De Graaf
- The Hands of Healing Murder (1980)
- The Eyes on Utopia Murders (1981)

#### SérieCat Marsala
- Hardball (1989)
- Hard Tack (1991)
- Hard Luck (1992)
- Hard Women (1993)
- Hard Case (1994)
- Hard Christmas (1995)
- Hard Bargain (1997)
- Hard Evidence (1999)
- Hard Road (2001)

#### SérieFigueroa et Bennis
- Killer.app (1996) Publié en français sous le titre Avant qu'il ne soit trop tard, traduction d'Yves et Claire Forget-Menot, Neuilly-sur-Seine, M. Lafon, coll. Thriller, 2001, réédition Paris, Le Livre de Poche no 37027, 2004
- Good Cop, Bad Cop (1998) Publié en français sous le titre L'Œil dans la tombe, traduction d'Yves et Claire Forget-Menot, Neuilly-sur-Seine, M. Lafon, coll. Thriller, 2004, réédition Paris, Le Livre de Poche no 37150, 2006
- Help Me Please (1999) Publié en français sous le titre Sous les yeux du monde, traduction d'Yves et Claire Forget-Menot, Neuilly-sur-Seine, M. Lafon, coll. Thriller, 2003, réédition Paris, Le Livre de Poche, 2005
- Authorized Personnel Only (2000) Publié en français sous le titre Pas un passant en vue, traduction d'Yves et Claire Forget-Menot, Neuilly-sur-Seine, M. Lafon, coll. Thriller, 2002, réédition Paris, Le Livre de Poche no 37068, 2005
- Death of a Thousand Cuts (2004)

#### Autres romans
- On My Honor (1989) (sous le nom de plume de Malacai Black)
- White Male Infant (2002) Publié en français sous le titre Trafics d'innocence, traduction d'Yves et Claire Forget-Menot, Neuilly-sur-Seine, M. Lafon, coll. Thriller, 2005, réédition Paris, Le Livre de Poche no 31607, 2009
- Foolproof (2009), en collaboration avec Jeanne M. Dams et Mark Richard Zubro
- Other Eyes (2011)

### Recueil de nouvelles
- Of Course You Know That Chocolate Is a Vegetable: And Other Stories (2000)

### Nouvelles
- The Lower Wacker Hilton (1991) Publié en français sous le titre Le Chicago Hilton bis, dans La Griffe du chat, Paris, Payot & Rivages, Rivages/Mystère no 28, 1998  (ISBN 2-7436-0320-8)
- Stop Thief! (1992)
- Freedom of the Press (1993)
- If You've Got the Money, Honey, I've Got the Crime (1994)
- Soon to Be a Minor Motion Picture (1994)
- I Vant to Be Alone (1995), sous le pseudonyme Barb D'Amato
- Hard Feelings (1995)
- Shelved (1996)
- Too Violent (1996)
- Of Course You Know that Chocolate Is a Vegetable (1998)
- Dolley Madison and the Staff of Life (1999)
- Motel 66 (1999) Publié en français sous le titre Motel 66, dans Moisson noire : les meilleures nouvelles policières américaines 2001, Paris, Payot & Rivages, Rivages/Thriller, 2001  (ISBN 2-7436-0870-6)
- Steak Tartare (2002)
- The Conqueror Worm (2010)

### Essais
- The Doctor, the Murder, the Mystery: The True Story of the Dr. John Branion Murder Case (1993, réédition 1997)
- L. Frank Baum in Macatawa (2002), en collaboration avec Brian D'Amato

### Comédies musicales
- The Magic Man
- The Magic of Young Houdini, en collaboration avec Anthony D'Amato
- RSVP Broadway (1980)

## Prix et distinctions notables
- Prix Agatha 1993 de la meilleure œuvre de non-fiction pour The Doctor, the Murder, the Mystery.
- Prix Anthony 1993 de la meilleure œuvre de non-fiction pour The Doctor, the Murder, the Mystery.
- Prix Agatha 1998 de la meilleure nouvelle pour Of Course You Know That Chocolate Is a Vegetable.
- Prix Anthony 1999 de la meilleure nouvelle pour Of Course You Know That Chocolate Is a Vegetable.
- Prix Macavity 1999 de la meilleure nouvelle pour Of Course You Know That Chocolate Is a Vegetable.
- Prix Mary Higgins Clark 2001 pour Authorized Personnel Only.